# Cds Tv
Canale Diffusione Sud (da cui deriva l'acronimo CDS TV) è stata un'emittente televisiva campana fondata a Montesarchio (BN) nel 1977. Nata originariamente col nome di Telediffusione Alfa, sotto la spinta della concorrenza di TeleCervinara, nata nello stesso bacino della Valle Caudina, inizia ben presto ad estendere la sua copertura, in un primo momento limitandosi al beneventano, ed in seguito coprendo capillarmente l'irpinia ed il casertano, ovvero tutti i bacini limitrofi a quello originario della Valle Caudina, fino a raggiungere, all'apice dell'espansione del network, l'alto salernitano con gli impianti di Caposele e Perdifumo (che tuttavia furono dismessi con il passaggio alla tecnica di diffusione in digitale terrestre).

In seguito al passaggio al digitale, avvenuto in Campania nel dicembre 2009, è stata autorizzata a trasmettere il proprio multiplex nei bacini provinciali di Avellino, Benevento, Caserta e Salerno (anche se in quest'ultimo ha attivato un unico impianto, da Monte Chiunzi, solo nel settembre 2011) sul canale UHF 43. Nel corso dell'estate 2011 CDS Tv viene acquisita dall'emittente napoletana TLA, la quale, per ovviare ai problemi interferenziali dovuti alla modulazione in SFN, decide di trasmettere il proprio multiplex dall'impianto di Monte Montone e Monte Chiunzi, lasciando quindi il multiplex originario di CDS Tv (la cui composizione è andata tuttavia quasi ad omologarsi a quella del multiplex di TLA) solo nei bacini di Avellino e Benevento.